# Megaphragma decochaetum
Megaphragma decochaetum är en stekelart som beskrevs av Lin 1992. Megaphragma decochaetum ingår i släktet Megaphragma och familjen hårstrimsteklar. Inga underarter finns listade i Catalogue of Life.